# Dead Man (soundtrack)
Dead Man (česky Mrtvý muž) je soundtrack Neila Younga ke stejnojmennému filmu Jima Jarmusche z roku 1995. Hlavními hvězdami filmu jsou Gary Farmer jako indián Nikdo a Johnny Depp jako William Blake. Young skladby komponoval přímo při sledování čerstvě dostříhaného filmu, soundtrack tedy vznikal improvizací přímo v nahrávacím studiu. Figuruje zde hlavně elektrická a akustická kytara, piáno, varhany, ale také útržky dialogů z filmu, či básně Williama Blakea, které v pauzách předčítá Johnny Depp. Jen poskromnu scén hudba doprovází v celé své délce, obvykle totiž nastupuje ve chvíli před změnou záběru, provází ji a opět utichá.

## Vydání
Soundtrack oficiálně vyšel až rok po filmu, tedy v roce 1996. Najdeme na něm 13 stop, z toho 7 instrumentálních skladeb. Kromě standardního CD je na trhu i speciální edice lišící se svým přebalem, který je laděn do vzhledu fotek z 19. století. Producenty jsou Neil Young a John Hanlon (producent např. skupin R.E.M. či The Beach Boys).

## Seznam skladeb
| Pořadí         | Název                                 | Délka |
| -------------- | ------------------------------------- | ----- |
| 1.             | Guitar Solo, No. 1                    | 5:18  |
| 2.             | The Round Stones Beneath the Earth    | 3:32  |
| 3.             | Guitar Solo, No. 2                    | 2:03  |
| 4.             | Why Dost Thou Hide Thyself in Clouds  | 2:25  |
| 5.             | Organ Solo                            | 1:33  |
| 6.             | Do You Know How to Use This Weapon?   | 4:25  |
| 7.             | Guitar Solo, No. 3                    | 4:31  |
| 8.             | Nobody's Story                        | 6:36  |
| 9.             | Guitar Solo, No. 4                    | 4:22  |
| 10.            | Stupid White Men…                     | 8:46  |
| 11.            | Guitar Solo, No. 5                    | 14:41 |
| 12.            | Time for You to Leave, William Blake… | 0:51  |
| 13.            | Guitar Solo, No. 6                    | 3:22  |
| Celková délka: | Celková délka:                        | 62:25 |